# AVE (casa editrice)
AVE (Anonima Veritas Editrice) è una casa editrice italiana
cattolica nata nel 1935 in seno alla Gioventù Cattolica (GIAC) (un ramo dell'attività dell'Azione Cattolica) con l'obiettivo di fornire sussidi per la formazione religioso-morale di adulti, giovani e ragazzi. Venne fondata da Luigi Gedda, Federico Sargolini, Ferdinando Storchi.
Nel corso degli anni la produzione si è ampliata, pubblica biografie, collane di attualità, testi di approfondimento psicopedagogico, saggistica, collane sulle fonti perenni del Cristianesimo, pubblicazioni per la formazione liturgica, collane sui temi sociali, narrativa per ragazzi e giovani, pubblicistica.
Tra le pubblicazioni storicamente più note dell'AVE vi sono il periodico per ragazzi Il Vittorioso, pubblicato a partire dal 1937, e l'agenda Diario Vitt.
Nel 2008 l'AVE aderisce a Rebeccalibri, la banca dati bibliografica on line comune per gli editori che pubblicano titoli religiosi, promossa dal Consorzio per l'Editoria Cattolica (Edizioni Dehoniane Bologna, Paoline, Elledici, Messaggero Padova e San Paolo).